# سورة آل عمران

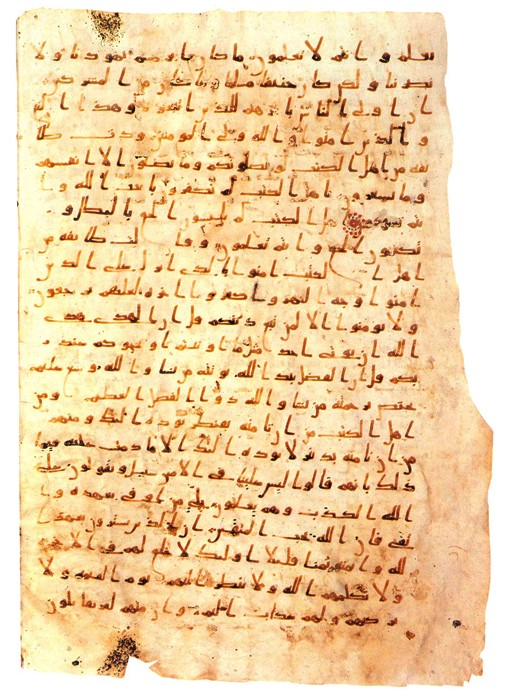
مخطوطة فيها آيات سورة آل عمران ب ترجع إلى أواخر القرن الأول الهجري.

سُوْرَةُ آلِ عِمْرَانَ أحد السور التي أُنْزِلَت في المدينة المنورة بعد سورة الأنفال في السنة الثالثة من الهجرة بعد غزوة أحد، وهي من السبع الطوال. بدأت السورة بحروف مقطعة ﴿الٓمٓ ۝١﴾ [آل عمران:1] ويبلغ عدد آياتها مئتا آية وكلماتها ثلاثة آلاف وأربعمائة وثمانية كلمات، وحروفها أربعة عشر ألف وخمس مائة وخمسة وعشرون حرفا، وسميت بآل عمران لورود ذكر عمران بن ماتان والد مريم مرتين في آيتين متتاليتين، وفي فضلها قال ﷺ في حديث النواس بن سمعان قال: يؤتى بالقرآن يوم القيامة تقدمه سورة البقرة وآل عمران، ومن مقاصدها التركيز على العقيدة والبراهين التي تدل على وحدانية الله، والتركيز على التشريع بالحديث عن الغزوات والجهاد وغيره، وتناولت السورة، ‌‌ما يجب لله سبحانه من الأوصاف، وتم ذكر غزوة أحد فيها والأحداث التي حدثت فيها ووفد نجران و‌‌الخاتمة.

## التسمية
سمّيت السورة بآل عمران لورود قصة آل عمران أي عائلة عمران وهو والد مريم أمّ عيسى، وقصة بولادة مريم العذراء وابنها عيسى ابن مريم. وقد سماها النبي بذلك، فقال: «يُؤْتَى بالقُرْآنِ يَومَ القِيامَةِ وأَهْلِهِ الَّذِينَ كانُوا يَعْمَلُونَ به، تَقْدُمُهُ سُورَةُ البَقَرَةِ وآلُ عِمْرانَ».

## فضل السورة
- وعن أبي أمامة الباهلي قال: سمعت رسول الله يقول:

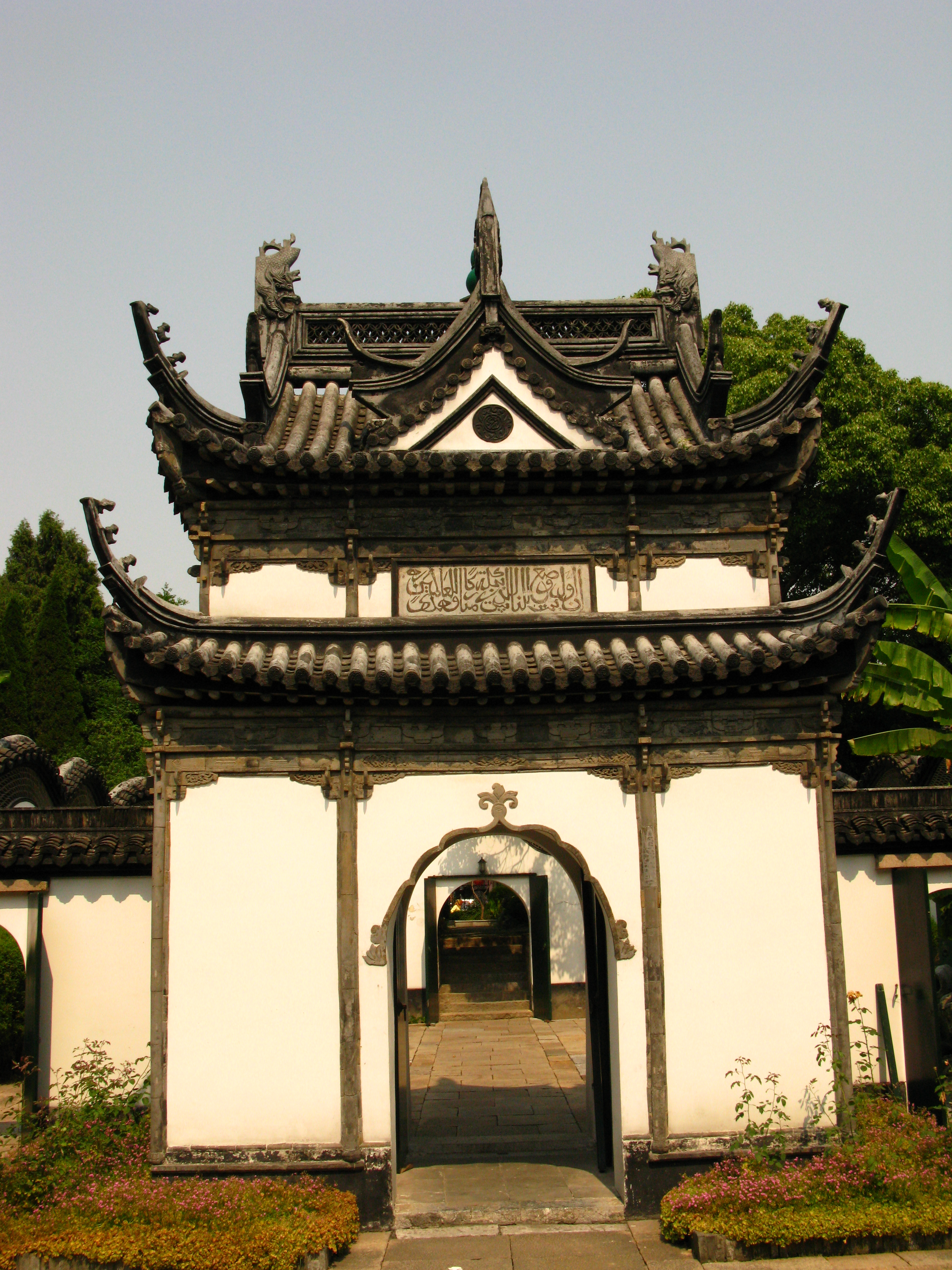
الآية القرآنية مزخرفة بالخط الصيني على بوابة أحد أقدم مساجد شانغهاي.

- عن النواس بن سمعان قال سمعت النبي ﷺ يقول:

- روى ابن عباس، أنهُ بات ليْلة عنْد ميْمُونة زوْج النبي وهي خالتُهُ، فاضْطجعْتُ في عرْض الوسادة واضْطجع رسولُ الله وأهْلُهُ في طُولها، فنام رسولُ الله، حتى إذا انْتصف الليْلُ، أوْ قبْلهُ بقليلٍ أوْ بعْدهُ بقليلٍ، اسْتيْقظ رسولُ الله، فجلس يمْسحُ النوْم عن وجْهه بيده، ثُم قرأ العشْر الآيات الخواتم من سُورة آل عمْران، ثُم قام إلى شنٍ مُعلقةٍ، فتوضأ منها فأحْسن وُضُوءهُ، ثُم قام يُصلي، قال ابنُ عباسٍ فقُمْتُ فصنعْتُ مثْل ما صنع، ثُم ذهبْتُ فقُمْتُ إلى جنْبه، فوضع يدهُ اليُمْنى على رأْسي، وأخذ بأُذُني اليُمْنى يفْتلُها، فصلى ركْعتيْن، ثُم ركْعتيْن، ثُم ركْعتيْن، ثُم ركْعتيْن، ثُم ركْعتيْن، ثُم ركْعتيْن، ثُم أوْتر، ثُم اضْطجع حتى أتاهُ المُؤذنُ، فقام فصلى ركْعتيْن خفيفتيْن، ثُم خرج فصلى الصُبْح.[3][7]

## مواضيع السورة
تحدثت السورة بالتفصيل عن النفاق والمنافقين وموقفهم من تثبيط همم المؤمنين، ثم ختمت بالتفكر والتدبّر في ملكوت السماوات والأرض وما فيهما من إِتقانٍ وإِبداع، وعجائب وأسرار تدل على وجودِ الخالق الحكيم، وقد ختمت بذكر الجهاد والمجاهدين في تلك الوصية الفذّة الجامعة، التي بها يتحقق الخير، ويعظم النصر، ويتم الفلاح والنجاح ﴿يَا أَيُّهَا الَّذِينَ آمَنُوا اصْبِرُوا وَصَابِرُوا وَرَابِطُوا وَاتَّقُوا اللَّهَ لَعَلَّكُمْ تُفْلِحُونَ ۝٢٠٠﴾ [آل عمران:200].
اشتملت السورة على ركنين هامين من أركان الدين هما:
- الأول: ركن العقيدة وإقامة الأدلة والبراهين على وحدانية الله، ومن أبرز المواضيع التي تناولها ركن العقيدة في هذه السورة ما يلي:

1. تقرير توحيد الله سبحانه وتعالى بجميع أنواع التوحيد "الألوهية والربوبية ذكر أسماء وصفات الله سبحانه وتعالى".
2. توضيح أن جميع الديانات مصدرها واحد وهو الله سبحانه وتعالى.
3. التحذير لأهل الكفر والشرك، وأن مصيرهم النار، ولن تغني عنهم قوتهم ولا جاههم ولا سلطانهم من الله شيئا.
4. بيان أسباب انصراف الناس عن الحق.
5. عظمة القرآن في تربية المؤمنين.
6. القرآن كتاب الوجود والخلود.
7. دروس من غزوة أحد.
8. سنن الله ماضية وقوانينه عامة.
9. منهج القرآن في بناء العقيدة والدفاع عنها.
10. أعداء يكيدون للإسلام.[1]

- الثاني: التشريع وبخاصة فيما يتعلق بالمغازي والجهاد، ويُعد التشريع الركن الثاني الذي ركزت عليه سورة آل عمران، ومن أبرز المواضيع التي تناولها هذا الركن ما يلي:

1. الإشارة إلى غزوة بدر الكبرى.
2. بيان تفاصيل غزوة أحد.
3. بيان ما أعد الله سبحانه وتعالى من جنات الخلد والنعيم المقيم للمؤمنين.
4. الحديث عن أهمية دين الإسلام.
5. توضيح مظاهر محبة الله سبحانه وتعالى للإنسان وما يترتب على ذلك من ثمرات.
6. ذكر الأنبياء عليهم الصلاة والسلام وتوضيح منزلتهم.
7. الأمر بالآداب التربوية والأخلاقية مثل "التقوى، والأمر بالمعروف والنهي عن المنكر، والحديث عن معجزات عيسى.
8. حث المسلمين على وحدة صفهم، والاعتزاز بالنفس، وحثهم على الصبر والقيام بالأعمال الصالحة مثل "الإنفاق في سبيل الله.
9. ختم السورة بالتأكيد على أهمية التفكر والتدبر بما خلقه الله سبحانه وتعالى.[3]

- وتضمنت الثبات على الإسلام بعد كماله وبيانه، وردّ شبهات أهل الكتاب.[8]

## خصائص سورة آل عمران
1. أنها تحاج عن صاحبها يوم القيامة.
2. انفردت بآية المحكم والمتشابه.
3. اختصت بآية المباهلة.
4. فيها اسم الله الأعظم الذي إذا دعي به أجاب.
5. السورة الوحيدة التي سميت باسم إحدى الأسر وهي أسرة آل عمران.
6. وسميت بسورة المجادلة، لنزول أكثر من ثمانين آية منها في شأن مجادلة الرسول ﷺ لوفدي نصارى نجران.[9]

## أسباب النزول
صدرها من الآية الأولى إلى الآية الثالثة والثمانين منها نزل في وفد نصارى نجران، وكان قدومهم في سنة 9 هـ. عن أبي أمامة  قال: قدم نصارى نجران على رسول الله يخاصمونه في شأن عيسى بن مريم فأنزل الله تعالى صدر سورة آل عمران إلى بضع وثمانين آية منها.

## مناسبة سورة آل عمران للسورة التي قبلها
1. فقد نفت سورة البقرة الريب والشك في القرآن، وذلك ما أكدته سورة آل عمران.
2. ذكرت سورة البقرة إنزال القرآن مُجملاً، وفُرعت آياته إلى مُحكمةٍ ومُتشابهةٍ في آل عمران.
3. ورد القتال في سورة البقرة بشكلٍ مُجملٍ، وفُصل في آل عمران؛ بالحديث عن غزوة أُحد.
4. تناولت سورة البقرة الحديث عن المقتولين في سبيل الله بإيجازٍ واختصارٍ، وفُصل ذلك في آل عمران.
5. حذر الله من الربا في سورة البقرة باختصارٍ أيضاً، بخلاف التفصيل في سورة آل عمران.
6. وورد الحديث عن الحج والعُمرة بإجمالٍ في سورة البقرة، وفُصل في آل عمران.[12]

## مناسبة سورة آل عمران للسورة التي بعدها
1. خُتمت سورة آل عمران بأمر الله للعباد بالتقوى، وهو الأمر الذي افتُتحت به سورة النساء.
2. ذُكرت فيها نهاية أحداث غزوة أُحد، التي فُصلت في سورة آل عمران.
3. تحدثت السورتان عن الغزوة التي وقعت بعد غزوة أُحد.
4. تحدثت السورتان عن الراسخين في العلم.
5. وذُكرت في سورة آل عمران الشهوات بصورةٍ مُجملةٍ، وفُصل الحديث عنها في سورة النساء.[12]

## ترابط الآيات في سورة آل عمران
نزل صدر هذه السورة في وفد نصارى نجران، وكانوا قد وفدوا على النبي، فدخلوا عليه المسجد وعليهم ثياب الحبرات وأردية الحرير، مختتمين بالذهب، ومعهم بسط فيها تماثيل ومسوح، جاءوا بها هدية له، فقبل المسوح ولم يقبل البسط، ثم جادلوه في الدين، وانضموا بهذا إلى أحبار اليهود في الشغب على الإسلام، فجاء صدر هذه السورة في تصوير ذلك الجدال الذي دار بينهم، وقد جاء أغلبه في جدال النصارى مع النبي، وجاء قليل منه في جدال اليهود معه:

### ما يجب لله سبحانه من الأوصاف، الآيات (1- 6)
قال الله تعالى:﴿الم ۝١ اللَّهُ لَا إِلَهَ إِلَّا هُوَ الْحَيُّ الْقَيُّومُ ۝٢﴾ [آل عمران:1–2]، فذكر أنه يجب له أن يكون واحداً حياً قيوماً، ومهد بهذا لما سيذكره من نفي الألوهية عن عيسى في الجدال مع وفد نجران، ثم ذكر الله تعالى:﴿نَزَّلَ عَلَيْكَ الْكِتَابَ بِالْحَقِّ مُصَدِّقًا لِمَا بَيْنَ يَدَيْهِ وَأَنْزَلَ التَّوْرَاةَ وَالْإِنْجِيلَ ۝٣﴾ [آل عمران:3]، أي نزل القرآن مصدقاً لما بين يديه من الكتب، وأنزل التوراة والإنجيل من قبله هدى للناس، وأنزل الفرقان وهو البرهان الذي لا بد منه مع النقل، ومهد بهذا أيضاً لذلك الجدال، ليرجع فيه إلى ما اتفقت عليه هذه الكتب من التوحيد، وإلى تأييد العقل لها في ذلك، ثم ذكر مما يجب له أنه لا يخفى عليه شيء في الأرض ولا في السماء، وأنه يصورنا في الأرحام، قال تعالى: ﴿إِنَّ اللَّهَ لَا يَخْفَى عَلَيْهِ شَيْءٌ فِي الْأَرْضِ وَلَا فِي السَّمَاءِ ۝٥ هُوَ الَّذِي يُصَوِّرُكُمْ فِي الْأَرْحَامِ كَيْفَ يَشَاءُ لَا إِلَهَ إِلَّا هُوَ الْعَزِيزُ الْحَكِيمُ ۝٦﴾ [آل عمران:5–6].

### الرد على مقالة النصارى الأولى الآيات (7- 18)
قال تعالى:﴿هُوَ الَّذِي أَنْزَلَ عَلَيْكَ الْكِتَابَ مِنْهُ آيَاتٌ مُحْكَمَاتٌ هُنَّ أُمُّ الْكِتَابِ وَأُخَرُ مُتَشَابِهَاتٌ فَأَمَّا الَّذِينَ فِي قُلُوبِهِمْ زَيْغٌ فَيَتَّبِعُونَ مَا تَشَابَهَ مِنْهُ ابْتِغَاءَ الْفِتْنَةِ وَابْتِغَاءَ تَأْوِيلِهِ وَمَا يَعْلَمُ تَأْوِيلَهُ إِلَّا اللَّهُ وَالرَّاسِخُونَ فِي الْعِلْمِ يَقُولُونَ آمَنَّا بِهِ كُلٌّ مِنْ عِنْدِ رَبِّنَا وَمَا يَذَّكَّرُ إِلَّا أُولُو الْأَلْبَابِ ۝٧﴾ [آل عمران:7]، فرد على مقالتهم الأولى وهي قولهم: يا محمد، ألست تزعم أن عيسى كلمة الله وروح منه؟ فقال بلى، فقالوا حسبنا، فرد عليهم بأن القرآن منه محكم ومنه متشابه، وأن المتشابه يجب تأويله بما يوافق المحكم، فالذين في قلوبهم زيغ يتبعون المتشابه ويؤولونه بما يوافق أهواءهم، والراسخون في العلم يؤولونه ذلك التأويل السابق، أو يفوضون الأمر فيه لله تعالى، ثم حذر الأولين من عذابه الذي لا تغني عنهم أموالهم ولا أولادهم منه شيئا، كما لم تغن أموال آل فرعون شيئا عنهم، وأنذرهم بأنهم سيغلبون وإن اغتروا بأموالهم وقوتهم، وساق لهم ما جرى في غزوة بدر عبرة يعتبرون بها، فقد غلب المسلمون فيها، على قلتهم، قريشاً على كثرة عددها، ثم ذكر أنهم قد زين لهم حب أموالهم، وإنما هي متاع الحياة الدنيا، ولا قيمة لها بجانب ما أعد الله للمؤمنين من نعيم الآخرة، ثم ختم ذلك بتقرير أن تفرده بالألوهية معروف قد شهد به في كتبه، وهذا في قوله تعالى:﴿شَهِدَ اللَّهُ أَنَّهُ لَا إِلَهَ إِلَّا هُوَ وَالْمَلَائِكَةُ وَأُولُو الْعِلْمِ قَائِمًا بِالْقِسْطِ لَا إِلَهَ إِلَّا هُوَ الْعَزِيزُ الْحَكِيمُ ۝١٨﴾ [آل عمران:18].

### الرد على مقالتهم الثانية الآيات (19- 64)
ثم قال تعالى: ﴿إِنَّ الدِّينَ عِنْدَ اللَّهِ الْإِسْلَامُ وَمَا اخْتَلَفَ الَّذِينَ أُوتُوا الْكِتَابَ إِلَّا مِنْ بَعْدِ مَا جَاءَهُمُ الْعِلْمُ بَغْيًا بَيْنَهُمْ وَمَنْ يَكْفُرْ بِآيَاتِ اللَّهِ فَإِنَّ اللَّهَ سَرِيعُ الْحِسَابِ ۝١٩﴾ [آل عمران:19]، فذكر الرد على مقالتهم الثانية، وكان النبي ﷺ قد قال لهم أسلموا، فقالوا قد أسلمنا، فقال لهم كذبتم، يمنعكم من الإسلام ادعاؤكم أن لله ولدا، وعبادتكم الصليب، وأكلكم لحم الخنزير، وقد احتجوا أمامه على ألوهية عيسى بأنه كان يحيى الموتى ويبرئ الأكمه والأبرص، إلى غير ذلك مما ذكروه، وعلى أنه ابن الله بأنه لم يكن له أب يعلم، فرد عليهم ذلك أولاً بإثبات أن الدين عنده هو الإسلام له وحده، لا ما هم عليه من جعله ثالث ثلاثة، وقد نزل كتابهم بذلك فحرفوه وبدلوا آياته، فإن حاجوا في ذلك بمثل ما ذكروه فإنما هي شبه واهية لا قيمة لها، وعلى النبي ﷺ والمسلمين أن يمضوا في إسلامهم ولا يلتفتوا إلى تلك الشبه الواهية.
وذكر أن من يفعل ذلك فليس منه في شيء، وأنه يعلم ما يخفونه من ذلك وما يظهرونه، فإذا كانوا يحبونه، فليتبعوا رسوله ويوالوه وحده، وليطيعوه هو ورسوله: ﴿فَإِنْ تَوَلَّوْا فَإِنَّ اللَّهَ لَا يُحِبُّ الْكَافِرِينَ﴾ [آل عمران:32].
ولما وصل بذلك إلى نهاية قصته ذكر أن ما قصه فيها، من الآيات والذكر الحكيم، لا يقبل غيره في أمر عيسى، وأن مثل عيسى، إذ خلقه من غير أب، كمثل آدم إذ خلقه من تراب، وهذا هو الحق في أمر عيسى، وليس أمره فيه بأعجب من أمر آدم، فإذا حاجوا النبي ﷺ بعد هذا في أمره فليدعهم هم وأبناءهم ونساءهم لمباهلتهم هو وأبناؤه ونساؤه فيجعلوا لعنة الله على الكاذبين، ثم ختم ذلك بدعوتهم إلى التوحيد الذي اتفقت عليه الرسالات، قال تعالى:﴿قُلْ يَا أَهْلَ الْكِتَابِ تَعَالَوْا إِلَى كَلِمَةٍ سَوَاءٍ بَيْنَنَا وَبَيْنَكُمْ أَلَّا نَعْبُدَ إِلَّا اللَّهَ وَلَا نُشْرِكَ بِهِ شَيْئًا وَلَا يَتَّخِذَ بَعْضُنَا بَعْضًا أَرْبَابًا مِنْ دُونِ اللَّهِ فَإِنْ تَوَلَّوْا فَقُولُوا اشْهَدُوا بِأَنَّا مُسْلِمُونَ ۝٦٤﴾ [آل عمران:64].

### الرد على مقالتهم الثالثة الآيات (65- 78)
ثم قال تعالى: ﴿يَا أَهْلَ الْكِتَابِ لِمَ تُحَاجُّونَ فِي إِبْرَاهِيمَ وَمَا أُنْزِلَتِ التَّوْرَاةُ وَالْإِنْجِيلُ إِلَّا مِنْ بَعْدِهِ أَفَلَا تَعْقِلُونَ ۝٦٥﴾ [آل عمران:65]، فذكر الرد على مقالتهم الثالثة، وهي قول النصارى إن إبراهيم كان على ديننا، وكذلك قال اليهود مثل قولهم، فرد عليهم بأن التوراة والإنجيل لم ينزلا إلا بعده، فلا يعقل أن يكون يهودياً أو نصرانياً، وإذا كان لهم وجه أن يحاجوه في مخالفة شريعة القرآن لما يعلمونه من شريعتهم، فإنه لا وجه لهم أن يحاجوه بمخالفتها لشريعة إبراهيم وهم لا يعلمونها، ثم قرر لهم أن إبراهيم كان حنيفاً مسلماً ولم يك من المشركين كما أشرك النصارى بتأليه المسيح، وأن أولى الناس به الذين اتبعوه ممن لم يحرف دينه من أهل الكتاب، ومن النبي وأتباعه من المؤمنين، ثم ذكر أن أهل الكتاب يودون أن يضلوا المسلمين بهذه المقالات، وما يضلون إلا أنفسهم وهم لا يشعرون ثم وبخهم على كفرهم بآياته وهم يعلمون صدقها بما عندهم من البشارات بها، وعلى أنهم لا يريدون بهذه المقالات إلا أن يلبسوا الحق بالباطل، قال تعالى:﴿يَا أَهْلَ الْكِتَابِ لِمَ تَلْبِسُونَ الْحَقَّ بِالْبَاطِلِ وَتَكْتُمُونَ الْحَقَّ وَأَنْتُمْ تَعْلَمُونَ ۝٧١﴾ [آل عمران:71]، ثم ذكر نوعا آخر من تلبيساتهم أقبح من هذه المقالات، وهو إظهار بعضهم الإيمان بالقرآن أول النهار، والكفر به آخره ليؤثر بهذا في أتباعه.
ثم ذكر أن منهم من يستبيح في سبيل ذلك ما هو أقبح مما سبق، فيكتبون بأيديهم ما يدل على أن النبي ﷺ ليس هو النبي المبشر به، ﴿وَإِنَّ مِنْهُمْ لَفَرِيقًا يَلْوُونَ أَلْسِنَتَهُمْ بِالْكِتَابِ لِتَحْسَبُوهُ مِنَ الْكِتَابِ وَمَا هُوَ مِنَ الْكِتَابِ وَيَقُولُونَ هُوَ مِنْ عِنْدِ اللَّهِ وَمَا هُوَ مِنْ عِنْدِ اللَّهِ وَيَقُولُونَ عَلَى اللَّهِ الْكَذِبَ وَهُمْ يَعْلَمُونَ ۝٧٨﴾ [آل عمران:78].

### الرد على مقالتهم الرابعة الآيات (79- 92)
قال تعالى: ﴿مَا كَانَ لِبَشَرٍ أَنْ يُؤْتِيَهُ اللَّهُ الْكِتَابَ وَالْحُكْمَ وَالنُّبُوَّةَ ثُمَّ يَقُولَ لِلنَّاسِ كُونُوا عِبَادًا لِي مِنْ دُونِ اللَّهِ وَلَكِنْ كُونُوا رَبَّانِيِّينَ بِمَا كُنْتُمْ تُعَلِّمُونَ الْكِتَابَ وَبِمَا كُنْتُمْ تَدْرُسُونَ ۝٧٩﴾ [آل عمران:79]، فذكر الرد على زعمهم أن عيسى عليه السلام كان يدعي الألوهية، ويأمر قومه بعبادته، فرد عليهم بأنه ما كان لبشر أن يؤتيه الكتاب والحكمة والنبوة ثم يأمر الناس بمثل ذلك، فيصير بهم إلى الكفر بعد الإسلام الذي كانوا عليه من قبله، ثم ذكر أن هذا الإسلام كان ميثاقه على النبيين وأتباعهم أن يصدقوا الرسول المنتظر الذي يجيء به، فمن تولى عنه بعد ذلك يكون فاسقا.
وأن الذين كفروا بعد إيمانهم ثم ازدادوا بعد ظهور الإسلام كفرا لن تقبل توبتهم، ولن يقبل من أحدهم ملء الأرض ذهبا إذا تقرب به إلى الله مع كفره، ولو افتدى به يوم القيامة لم ينفعه قال تعالى: ﴿لَنْ تَنَالُوا الْبِرَّ حَتَّى تُنْفِقُوا مِمَّا تُحِبُّونَ وَمَا تُنْفِقُوا مِنْ شَيْءٍ فَإِنَّ اللَّهَ بِهِ عَلِيمٌ ۝٩٢﴾ [آل عمران:92].

### الرد على مقالتهم الخامسة الآيات (93- 99)
ثم قال تعالى: ﴿كُلُّ الطَّعَامِ كَانَ حِلًّا لِبَنِي إِسْرَائِيلَ إِلَّا مَا حَرَّمَ إِسْرَائِيلُ عَلَى نَفْسِهِ مِنْ قَبْلِ أَنْ تُنَزَّلَ التَّوْرَاةُ قُلْ فَأْتُوا بِالتَّوْرَاةِ فَاتْلُوهَا إِنْ كُنْتُمْ صَادِقِينَ ۝٩٣﴾ [آل عمران:93]، فذكر الرد على قولهم للنبي ﷺ إنك تدعي أنك على ملة إبراهيم، فكيف تأكل لحوم الإبل مع أنها حرام في تلك الملة؟ وقد رد عليهم بأن ذلك كان حلالاً في ملة إبراهيم إلى أن حرمه إسرائيل، وهو يعقوب بن إسحاق بن إبراهيم، على نفسه، فبقيت تلك الحرمة في أولاده، وذكر أن التوراة تشهد بذلك عليهم، ثم أمرهم بعد هذا أن يتبعوا ما جاء به النبي ﷺ من ملة إبراهيم، وذكر أن البيت الحرام الذي يتوجه المسلمون إليه من بناء إبراهيم وابنه إسماعيل، وفيه آيات بينات، مقام إبراهيم وأمن الناس عنده وفرض الحج إليه على الناس جميعا، ثم وبخهم على كفرهم بآياته بعد هذا كله إلى أن قال: ﴿قُلْ يَا أَهْلَ الْكِتَابِ لِمَ تَصُدُّونَ عَنْ سَبِيلِ اللَّهِ مَنْ آمَنَ تَبْغُونَهَا عِوَجًا وَأَنْتُمْ شُهَدَاءُ وَمَا اللَّهُ بِغَافِلٍ عَمَّا تَعْمَلُونَ ۝٩٩﴾ [آل عمران:99].

### سابعاً: تثبيت المؤمنين بعد رد مقالاتهم الآيات (100- 120)
قال تعالى: ﴿يَا أَيُّهَا الَّذِينَ آمَنُوا إِنْ تُطِيعُوا فَرِيقًا مِنَ الَّذِينَ أُوتُوا الْكِتَابَ يَرُدُّوكُمْ بَعْدَ إِيمَانِكُمْ كَافِرِينَ ۝١٠٠﴾ [آل عمران:100]، فأخذ يثبت المؤمنين ويحذرهم من التأثر بمقالاتهم، ثم أمرهم أن يتقوه حق تقواه فلا يسمعوا لأعدائه، وأن يعتصموا بحبله جميعاً ولا يعودوا إلى ما كانوا عليه من التفرق، وأن يذكروا نعمته عليهم إذ كانوا أعداء فألف بينهم، وأن يجعلوا منهم أمة متحدة تأمر بالمعروف وتنهى عن المنكر، ولا تكون كأهل الكتاب الذين ضلوا فجعلوا يدعون إلى الكفر، فاستحقوا عذاب الله في يوم تبيض فيه وجوه المؤمنين، وتسود وجوه الكافرين، ثم نوه بشأن ما يتلوه من هذه الآيات الداعية إلى خير الناس، وذكر أن له ما في السماوات وما في الأرض وإليه ترجع الأمور كلها، ليحاسب الناس على خيرها وشرها.
ثم ذكر أن المؤمنين كانوا بهذه الهداية خير أمة أخرجت للناس، وأن أهل الكتاب لو آمنوا مثلهم لكان خيرا لهم، لأن أكثرهم فاسقون، يفسدون في الأرض، وأن اليهود منهم قد ضربت عليهم الذلة إلا أن يدخلوا في عهدهم، ثم ذكر أنهم ليسوا في هذا سواء، لأن منهم قوماً انقطعوا لعبادته، ولم يدخلوا في ما دخل فيه جمهورهم من كفرهم، وذكر أنه لن يضيع عنده ما يفعلونه من خير، ثم ذكر أن الكافرين منهم لن تغني عنهم أموالهم شيئا من عذابه، وأن مثل ما ينفقون في ملاذهم كمثل ريح فيها صر أصابت حرث قوم ظلموا أنفسهم فلم تبق منه شيئا، ثم نهى المؤمنين أن يتخذوا بطانة منهم بعد أن حذرهم من إطاعتهم، لأنهم يضمرون لهم العداوة، ولا يليق بهم أن يحبوهم وهم لا يحبونهم إلى قوله تعالى: ﴿إِنْ تَمْسَسْكُمْ حَسَنَةٌ تَسُؤْهُمْ وَإِنْ تُصِبْكُمْ سَيِّئَةٌ يَفْرَحُوا بِهَا وَإِنْ تَصْبِرُوا وَتَتَّقُوا لَا يَضُرُّكُمْ كَيْدُهُمْ شَيْئًا إِنَّ اللَّهَ بِمَا يَعْمَلُونَ مُحِيطٌ ۝١٢٠﴾ [آل عمران:120].

### تثبيت المؤمنين بعد أحد الآيات (121- 189)
قال تعالى: ﴿وَإِذْ غَدَوْتَ مِنْ أَهْلِكَ تُبَوِّئُ الْمُؤْمِنِينَ مَقَاعِدَ لِلْقِتَالِ وَاللَّهُ سَمِيعٌ عَلِيمٌ ۝١٢١﴾ [آل عمران:121]، فذكر هزيمة المؤمنين في أحد، وهي المصيبة التي ذكر أن أهل الكتاب فرحوا بإصابتهم بها، وقد حاولوا أن يؤثروا بها في إيمانهم، فذكر أنه نصرهم في بدر ليكون بشرى لهم ولتطمئن قلوبهم به، وليقطع طرفاً من المشركين أو يكبتهم أو يتوب عليهم أو يعذبهم، فالأمر في ذلك له وحده يتصرف فيهم كما يشاء، وهو الذي له ما في السماوات وما في الأرض يغفر لمن يشاء ويعذب من يشاء.
ثم رجع إلى تحذيرهم من أولئك الكافرين، وكانوا يقولون لهم لو تركتم الغزو وأقمتم عندنا كما أشرنا عليكم ما متم وما قتلتم، فأمر المؤمنين ألا يسمعوا لهم ولا يشاركوهم في مقالهم، ليكون ذلك حسرة في قلوبهم، وذكر أن كل إنسان يحيا ويموت، وأنه لا بد من حشر كل من يموت أو يقتل ليلقى جزاءه على ما قدم.
ثم ذكر أن لين النبي ﷺ لهم بعد ما حصل منهم كان بما فطره الله عليه من الرحمة، وأمره أن يعفو عنهم ويستغفر لهم، وأن يستمر في مشاورته لهم وإن أخطئوا في هذه المرة، فإذا عزم بعد المشاورة فليتوكل عليه لأن النصر بيده، وإذا أراد نصرهم فلا غالب له، وإذا أراد أن يخذلهم فلا ناصر لهم.
ثم ذكر للمؤمنين أنهم سيختبرون في أموالهم وأنفسهم بالجهاد بعد أحد، وأنهم إذا صبروا على ذلك وداروهم، فإن ذلك من عزم الأمور، ثم ذكر لأهل الكتاب أنه قد أخذ عليهم الميثاق أن يبينوا ما عندهم من البشارات بالنبي المنتظر، ثم نهى النبي أن يحسب الذين يفرحون منهم بما أوتوا من التلبيس والكيد للمسلمين ويحبون مع هذا أن يحمدوهم بمفازة من عذاب الدنيا، ولهم في الآخرة عذاب أليم إلى قوله تعالى: ﴿وَلِلَّهِ مُلْكُ السَّمَاوَاتِ وَالْأَرْضِ وَاللَّهُ عَلَى كُلِّ شَيْءٍ قَدِيرٌ ۝١٨٩﴾ [آل عمران:189].

### الخاتمة الآيات (190- 200)
وختم السورة بالتنويه بالمؤمنين بعد أن انتهى من المعاندين من أهل الكتاب والمنافقين قال تعال: ﴿إِنَّ فِي خَلْقِ السَّمَاوَاتِ وَالْأَرْضِ وَاخْتِلَافِ اللَّيْلِ وَالنَّهَارِ لَآيَاتٍ لِأُولِي الْأَلْبَابِ ۝١٩٠﴾ [آل عمران:190]، وهم الذين يذكرون الله قياماً وقعوداً وعلى جنوبهم، إلى غير هذا مما ذكره من أفعالهم وأقوالهم، ثم ذكر ما وعدهم به أن يكفر عنهم سيئاتهم، ويدخلهم جنات تجري من تحتها الأنهار ثواباً من عنده، وذكر ما أوعد به أولئك الكافرين على غرورهم بدنياهم وترك التفكر في آياته، وأنهم يتمتعون بذلك قليلاً ثم مأواهم جهنم وبئس المهاد، ثم عاد إلى وعد المؤمنين فذكر أن لهم من تلك الجنات نعيما خالدا لا يزول، وذكر أن من أهل الكتاب الذين لم يقعوا في ذلك الغرور من هو مثل أولئك المؤمنين في إيمانهم وخشوعهم، وأن لهم أيضا أجرهم في آخرتهم، ثم ختم ذلك بأمر المؤمنين بالصبر على ما بينه من الأذى في هذه السورة فقال يا أيها الذين آمنوا اصبروا وصابروا ورابطوا واتقوا الله لعلكم تفلحون (200).

## المعاني اللغوية في سورة آل عمران
- قوله تعالى:﴿الْحَيُّ الْقَيُّومُ﴾ [آل عمران:2][13] فإن القيوم على زنة: الفيعول، ولكن الياء الساكنة إذا كانت قبل واو متحركة قلبت الواو ياء، وأصله القيوم، والديان: الفيعال، والديار: الفيعال، وهي من دار، يدور، وأصله: الديوار ولكن الواو قلبت ياء.
- قوله تعالى:﴿هُدًى لِلنَّاسِ﴾ [آل عمران:4]، فهدى في موضع نصب على الحال، ولكن هدى مقصور فهو متروك على حال واحد.
- قوله تعالى: ﴿هُنَّ أُمُّ الْكِتَابِ﴾ [آل عمران:7]، ولم يقل: أمهات، كما تقول للرجل: ما لي نصير، فيقول: نحن نصيرك، وهو يشبه: دعني من تمرتان قال:

تعرضاً لم تأل عن قتلا لي، فجعله على الحكاية لأنه كان منصوباً قبل ذلك كما ترى.
- قوله تعالى: ﴿كُلٌّ مِنْ عِنْدِ رَبِّنَا﴾ [آل عمران:7]، لأن: كل قد يضمر فيها، كما قال تعالى:﴿إِنَّا كُلٌّ فِيهَا﴾ [غافر:48]، يريد كلنا فيها، ولا تكون «كل» مضمراً فيها، وهي صفة إنما تكون مضمراً فيها إذا جعلتها اسماً، فلو كان «إنا كلا فيها» على الصفة لم يجز، لأن الإضمار فيها ضعيف لا يتمكن في كل مكان.
- قوله تعالى: ﴿قُلْ لِلَّذِينَ كَفَرُوا سَتُغْلَبُونَ وَتُحْشَرُونَ إِلَى جَهَنَّمَ وَبِئْسَ الْمِهَادُ ۝١٢﴾ [آل عمران:12]، أي أنكم ستغلبون، كما تقول قل لزيد سوف تذهب، أي أنك سوف تذهب، وقال بعضهم: (سيغلبون)[14][15][16][17][18]، أي قل لهم الذي أقول، والذي أقول لهم سيغلبون، وقال تعالى: ﴿قُلْ لِلَّذِينَ كَفَرُوا إِنْ يَنْتَهُوا يُغْفَرْ لَهُمْ مَا قَدْ سَلَفَ وَإِنْ يَعُودُوا فَقَدْ مَضَتْ سُنَّةُ الْأَوَّلِينَ ۝٣٨﴾ [الأنفال:38]، فهذا لا يكون إلا بالياء في القرآن لأنه تعالى قال:﴿يُغْفَرْ لَهُمْ﴾ [الأنفال:38]، ولو كان بالتاء قال: { يُغَفَرْ لَكم} وهو في الكلام جائز بالتاء، وتجعلها «لكم».[1][19]
- قوله تعالى: ﴿قَدْ كَانَ لَكُمْ آيَةٌ فِي فِئَتَيْنِ الْتَقَتَا فِئَةٌ تُقَاتِلُ فِي سَبِيلِ اللَّهِ وَأُخْرَى كَافِرَةٌ يَرَوْنَهُمْ مِثْلَيْهِمْ رَأْيَ الْعَيْنِ وَاللَّهُ يُؤَيِّدُ بِنَصْرِهِ مَنْ يَشَاءُ إِنَّ فِي ذَلِكَ لَعِبْرَةً لِأُولِي الْأَبْصَارِ ۝١٣﴾ [آل عمران:13]، على الابتداء رفع، كأنه قال: إحداهما فئة تقاتل في سبيل الله[14][16][18][20]، وقرئت جراً على أول الكلام على البدل وذلك جائز، قال الشاعر:[14][16][18][20]

فرفع ومنهم من يجر على البدل، ومنهم من يرفع على إحداهما كذا وإحداهما كذا، وقال الشاعر:
رفع والنصب على البدل، وقال تعالى:﴿هَذَا ذِكْرٌ وَإِنَّ لِلْمُتَّقِينَ لَحُسْنَ مَآبٍ ۝٤٩ جَنَّاتِ عَدْنٍ مُفَتَّحَةً لَهُمُ الْأَبْوَابُ ۝٥٠﴾ [ص:49–50]، وان شئت جعلت "جنات" على البدل أيضاً، وان شئت رفعت على خبر إن، أو على هن جنات، فيبتدأ به، وهذا لا يكون على إحداهما كذا لأن ذلك المعنى ليس فيه هذا ولم يقرأه أحد بالرفع.
- وقال تعالى:﴿وَجَعَلُوا لِلَّهِ شُرَكَاءَ الْجِنَّ وَخَلَقَهُمْ وَخَرَقُوا لَهُ بَنِينَ وَبَنَاتٍ بِغَيْرِ عِلْمٍ سُبْحَانَهُ وَتَعَالَى عَمَّا يَصِفُونَ ۝١٠٠﴾ [الأنعام:100]، فنصب على البدل، وقد يكون فيه الرفع على "هم الجن".[14][16][19]‌‌
- قوله تعالى:﴿قُلْ أَؤُنَبِّئُكُمْ بِخَيْرٍ مِنْ ذَلِكُمْ لِلَّذِينَ اتَّقَوْا عِنْدَ رَبِّهِمْ جَنَّاتٌ تَجْرِي مِنْ تَحْتِهَا الْأَنْهَارُ خَالِدِينَ فِيهَا وَأَزْوَاجٌ مُطَهَّرَةٌ وَرِضْوَانٌ مِنَ اللَّهِ وَاللَّهُ بَصِيرٌ بِالْعِبَادِ ۝١٥﴾ [آل عمران:15]، كأنه قيل لهم ماذا لهم؟ وما ذاك؟ فقيل هو كذا وكذا، وأما ﴿بِشَرٍّ مِنْ ذَلِكَ مَثُوبَةً عِنْدَ اللَّهِ﴾ [المائدة:60]، فإنما هو على ﴿أُنَبِّئُكُمْ بِشَرٍّ مِنْ ذَلِكَ﴾ [المائدة:60]، حسباً وبخير من ذلك حسباً وقوله: ﴿مَنْ لَعَنَهُ اللَّهُ﴾ [المائدة:60]، موضع جر على البدل، من قوله بشرٍ ورفع على هو ﴿مَنْ لَعَنَهُ اللَّهُ﴾ [المائدة:60].
- قوله تعالى:﴿وَاللَّهُ عِنْدَهُ حُسْنُ الْمَآبِ﴾ [آل عمران:14]، مهموز منها موضع الفاء، لأنه من آب يؤوب، وهي معتلة العين مثل قلت تقول، والمفعل مقال، تقول: آب يؤوب إياباً، قال الله تعالى:﴿إِنَّ إِلَيْنَا إِيَابَهُمْ ۝٢٥﴾ [الغاشية:25]، وهو الرجوع، قال الشاعر:[23][24][25]

وأما الأواب فهو الراجع إلى الحق وهو من: آب يؤوب، وأما قوله تعالى:﴿يَا جِبَالُ أَوِّبِي مَعَهُ﴾ [سبأ:10]، فهو كما يذكرون التسبيح أو هو مثل الأول، يقول: ارجعي إلى الحق، والأواب: الراجع إلى الحق.
- قوله تعالى:﴿مِنْ بَعْدِ مَا جَاءَهُمُ الْعِلْمُ بَغْيًا بَيْنَهُمْ﴾ [آل عمران:19]، وقوله تعالى: ﴿وَمَا اخْتَلَفَ الَّذِينَ أُوتُوا الْكِتَابَ﴾ [آل عمران:19]، وقوله:﴿بَغْيًا بَيْنَهُمْ وَمَنْ يَكْفُرْ بِآيَاتِ اللَّهِ فَإِنَّ اللَّهَ سَرِيعُ الْحِسَابِ﴾ [آل عمران:19].[18][20][26]
- قوله تعالى:﴿لَا يَتَّخِذِ الْمُؤْمِنُونَ الْكَافِرِينَ أَوْلِيَاءَ مِنْ دُونِ الْمُؤْمِنِينَ وَمَنْ يَفْعَلْ ذَلِكَ فَلَيْسَ مِنَ اللَّهِ فِي شَيْءٍ إِلَّا أَنْ تَتَّقُوا مِنْهُمْ تُقَاةً وَيُحَذِّرُكُمُ اللَّهُ نَفْسَهُ وَإِلَى اللَّهِ الْمَصِيرُ ۝٢٨﴾ [آل عمران:28]، بكسر يتخذ، لأنه لقيته لأم ساكنة وهي نهي فكسرته.
- قوله تعالى: ﴿ذُرِّيَّةً بَعْضُهَا مِنْ بَعْضٍ وَاللَّهُ سَمِيعٌ عَلِيمٌ ۝٣٤﴾ [آل عمران:34]، فنصبه على الحال، ويكون على البدل[18][20][26]، على قوله:﴿إِنَّ اللَّهَ اصْطَفَى آدَمَ وَنُوحًا وَآلَ إِبْرَاهِيمَ وَآلَ عِمْرَانَ عَلَى الْعَالَمِينَ ۝٣٣﴾ [آل عمران:33]، وقال تعالى:﴿إِذْ قَالَتِ امْرَأَةُ عِمْرَانَ رَبِّ إِنِّي نَذَرْتُ لَكَ مَا فِي بَطْنِي مُحَرَّرًا فَتَقَبَّلْ مِنِّي إِنَّكَ أَنْتَ السَّمِيعُ الْعَلِيمُ ۝٣٥﴾ [آل عمران:35]، فقوله محرراً على الحال.[1]

## المعاني المجازية في سورة آل عمران
1. قوله تعالى:﴿مِنْهُ آيَاتٌ مُحْكَمَاتٌ هُنَّ أُمُّ الْكِتَابِ﴾ [آل عمران:7]، هذه استعارة، والمراد بها أن هذه الآيات جماع الكتاب وأصله، فهي بمنزلة الأم، كأن سائر الكتاب يتبعها ويتعلق بها، كما يتبع الولد آثار أمه، ويفزع إليها في مهمه.
2. قوله تعالى:﴿وَالرَّاسِخُونَ فِي الْعِلْمِ يَقُولُونَ آمَنَّا بِهِ﴾ [آل عمران:7]، وهذه استعارة، والمراد بها المتمكنون في العلم، تشبيهاً برسوخ الشيء الثقيل في الأرض الخوانة، وهو أبلغ من قوله والثابتون في العلم.
3. قوله تعالى: ﴿قُلْ لِلَّذِينَ كَفَرُوا سَتُغْلَبُونَ وَتُحْشَرُونَ إِلَى جَهَنَّمَ وَبِئْسَ الْمِهَادُ ۝١٢﴾ [آل عمران:12]، وهذه استعارة، والمعنى: بئس ما يمتهد ويفرش، ونظيره قوله تعالى:﴿بِئْسَ الشَّرَابُ﴾ [الكهف:29]، وقوله تعالى:﴿جَهَنَّمَ يَصْلَوْنَهَا وَبِئْسَ الْقَرَارُ﴾ [إبراهيم:29].
4. قوله تعالى: ﴿أُولَئِكَ الَّذِينَ حَبِطَتْ أَعْمَالُهُمْ فِي الدُّنْيَا وَالْآخِرَةِ﴾ [آل عمران:22]، وهذه استعارة، والمراد فسدت أعمالهم فبطلت، وذلك مأخوذ من الحبط، وهو داء ترم له أجواف الإبل، فيكون سبب هلاكها، وانقطاع آكالها.
5. قوله تعالى:﴿تُولِجُ اللَّيْلَ فِي النَّهَارِ وَتُولِجُ النَّهَارَ فِي اللَّيْلِ﴾ [آل عمران:27]، وهذه استعارة، وهي عبارة عجيبة عن إدخال هذا على هذا، وهذا على هذا، والمعنى أن ما ينقصه من النهار يزيده في الليل، وما ينقصه من الليل يزيده في النهار، ولفظ الإيلاج هاهنا أبلغ، لأنه يفيد إدخال كل واحد منهما في الآخر، بلطيف الممازجة، وشديد الملابسة.
6. قوله تعالى: ﴿مُصَدِّقًا بِكَلِمَةٍ مِنَ اللَّهِ﴾ [آل عمران:39]، وهذه استعارة، لأن المراد بهذا القول عيسى ، والعلماء مختلفون في هذه اللفظة، وقد ورد في كتاب حقائق التأويل، فمن بعض ما قيل في ذلك، أن بشارة الله تعالى سبقت بالمسيح عليه السلام في الكتب المتقدمة، فأجرى تعالى اسم الكلمة عليه لتقدم البشارة به، والبشارة إنما تكون بالكلام.
7. قوله تعالى: ﴿وَمَكَرُوا وَمَكَرَ اللَّهُ وَاللَّهُ خَيْرُ الْمَاكِرِينَ﴾ [آل عمران:54]، وهذه استعارة، لأن حقيقة المكر لا تجوز عليه تعالى، والمراد بذلك إنزال العقوبة بهم جزاءً على مكرهم، وإنما سمي الجزاء على المكر مكراً للمقابلة بين الألفاظ على عادة العرب في ذلك، قد استعارها لسانهم، واستعادها بيانهم.
8. قوله تعالى: ﴿وَقَالَتْ طَائِفَةٌ مِنْ أَهْلِ الْكِتَابِ آمِنُوا بِالَّذِي أُنْزِلَ عَلَى الَّذِينَ آمَنُوا وَجْهَ النَّهَارِ وَاكْفُرُوا آخِرَهُ لَعَلَّهُمْ يَرْجِعُونَ ۝٧٢﴾ [آل عمران:72]، وهذه استعارة، والمراد أول النهار، ولم يقل رأس النهار، لأن الوجه والرأس وإن اشتركا في كونهما أول الشيء، فإن في الوجه زيادة فائدة، وهي أنه به تصح المواجهة، ومنه تعرف حقيقة الجملة.
9. قوله تعالى: ﴿وَاللَّهُ وَاسِعٌ عَلِيمٌ﴾ [آل عمران:73]، وهذه استعارة، والمراد بها إما سعة عطائه، وعظيم إحسانه، أو اتساع طرق علمه، وانفساح أقطار سلطانه وعزه.
10. قوله تعالى:﴿وَلَا يَنْظُرُ إِلَيْهِمْ يَوْمَ الْقِيَامَةِ وَلَا يُزَكِّيهِمْ وَلَهُمْ عَذَابٌ أَلِيمٌ﴾ [آل عمران:77]، وهذه استعارة، وحقيقتها: ولا يرحمهم الله يوم القيامة، كما يقول القائل لغيره إذا استرحمه انظر إلي نظرة، لأن حقيقة النظر تقليب العين الصحيحة في جهة المرئي التماساً لرؤيته، وهذا لا يصح إلا على الأجسام، ومن يدرك بالحواس، ويوصف بالحدود والأقطار، وتعالى الله عن ذلك علواً كبيراً.
11. وقوله تعالى:﴿وَاعْتَصِمُوا بِحَبْلِ اللَّهِ جَمِيعًا﴾ [آل عمران:103]، وهذه استعارة، ومعناها: تمسكوا بأمر الله لكم، وعهده إليكم، والحبال: العهود، في كلام العرب، وإنما سميت بذلك لأن المتعلق بها ينجو مما يخافه، كالمتشبث بالحبل إذا وقع في غمرة، أو ارتكس في هوة، فالعهود يستأمن بها من المخاوف، والجبال يستنقذ بها من المتالف، فلذلك وقع التشابه بينهما.
12. قوله تعالى: ﴿وَقَالُوا لِإِخْوَانِهِمْ إِذَا ضَرَبُوا فِي الْأَرْضِ أَوْ كَانُوا غُزًّى﴾ [آل عمران:156]، وهذه استعارة، لأن الضرب هاهنا عبارة عن الإنجاد في السير، والإيغال في الأرض، تشبيهاً للخابط في البر بالسابح في البحر، لأنه يضرب بأطرافه في غمرة الماء شقا لها، واستعانة على قطعها.
13. قوله تعالى:﴿هُمْ دَرَجَاتٌ عِنْدَ اللَّهِ وَاللَّهُ بَصِيرٌ بِمَا يَعْمَلُونَ﴾ [آل عمران:163]، وهذه استعارة لأن الإنسان غير الدرجة، وإنما المراد بذلك: هم ذوو درجات متفاوتة عند الله، فالمؤمن درجته مرتفعة، والكافر درجته متضعة.
14. وقوله تعالى:﴿لَا يَغُرَّنَّكَ تَقَلُّبُ الَّذِينَ كَفَرُوا فِي الْبِلَادِ ۝١٩٦ مَتَاعٌ قَلِيلٌ﴾ [آل عمران:196–197]، متاع قليل وهذه استعارة، والمراد بالتقلب ها هنا كثرة الاضطراب في البلاد، والتقلقل في الأسفار، والانتقال من حال إلى حال.[1]

## معرض صور

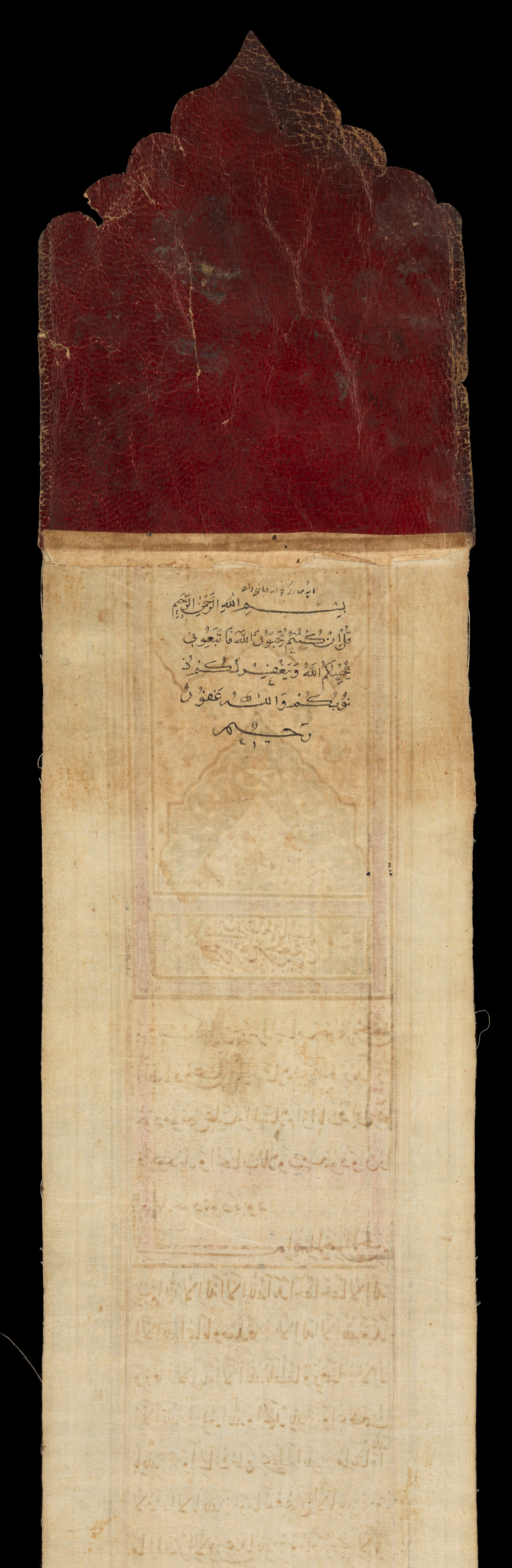

- ﴿قُلْ إِنْ كُنْتُمْ تُحِبُّونَ اللَّهَ فَاتَّبِعُونِي يُحْبِبْكُمُ اللَّهُ وَيَغْفِرْ لَكُمْ ذُنُوبَكُمْ وَاللَّهُ غَفُورٌ رَحِيمٌ ۝٣١﴾ [آل عمران:31]

## وصلات خارجية
- سورة آل عمران: تجويد-تفسير - موقع Altafsir.com
- سورة آل عمران مكتوبة بالرسم العثماني